# Terry Eccles
Terry Eccles, diminutivo di Terence Stuart Eccles (Leeds, 2 marzo 1952) è un ex calciatore inglese, di ruolo attaccante.

## Carriera
Dopo aver giocato nelle giovanili del Blackburn esordisce in prima squadra nel 1969, all'età di 17 anni, trascorrendo un biennio in seconda divisione, a cui fa seguito un biennio in terza divisione, per complessive 46 presenze e 6 reti in incontri di campionato. Tra il 1973 ed il 1976 gioca invece nel Mansfield Town, club di quarta divisione, con il quale totalizza complessivamente 118 presenze e 46 reti, vincendo tra l'altro la Fourth Division 1974-1975 (e giocando quindi in terza divisione nella stagione 1975-1976). Tra il 1976 ed il 1978 gioca invece nell'Huddersfield Town, club con la cui maglia nell'arco del suo biennio di permanenza totalizza complessivamente 46 presenze e 6 reti in quarta divisione; trascorre poi la stagione 1978-1979 nella prima divisione greca, all'Ethnikos Pireo, club con il quale gioca 29 partite e segna 3 reti: dopo una sola stagione torna però in patria, allo York City, con cui gioca per un ulteriore biennio in quarta divisione, con un bilancio complessivo di 64 presenze e 18 reti. Chiude infine la carriera dopo aver giocato a livello semiprofessionistico con lo Scarborough.
In carriera ha totalizzato complessivamente 274 presenze e 77 reti nei campionati della Football League.

## Palmarès

### Club

#### Competizioni nazionali
- Campionato inglese di quarta divisione: 1

Mansfield Town: 1974-1975